# 伊達斉宗
伊達 斉宗（だて なりむね）は、江戸時代後期の大名。仙台藩10代藩主。伊達氏26代当主。官位は従四位下・左近衛権少将、陸奥守。

## 生涯
寛政8年9月15日（1796年10月15日）、8代藩主・伊達斉村の次男として江戸袖ヶ崎の下屋敷にて誕生。母は喜多山美昭（藤蔵）の娘。なお、父・斉村は同年7月27日に死去しており、父の死去後の出生である。
文化元年（1804年）に上屋敷に引越す。なお、同年に水痘を患うが、後に全快。
文化6年（1809年）に兄・政千代（周宗）が疱瘡にかかり、その後遺症で3年間表に出られず、代わりに徳三郎（後の斉宗）が儀式や接客を担当した。
文化8年（1811年）に周宗の偏諱を受けて、徳純（のりずみ）から宗純（むねずみ）と改名し、文化9年（1812年）に周宗が初御目見なしでの隠居という特例下で隠居したのを受けて家督相続する。父・斉村同様、11代将軍・徳川家斉に初御目見を得てその偏諱を賜って斉宗と改名して元服する。従四位下少将に叙任され、陸奥守を兼任する。また、紀州藩主・徳川治宝の娘、鍇姫と婚約する。文化11年（1814年）に婚礼を挙げた。
文政2年（1819年）4月に病気になって諸寺社に祈祷させたが、同年5月24日（7月15日）、死去した。享年24（満22歳没）。
死去当時、子は庶出の女子のみだったので死後、家督は陸奥一関藩主・田村宗顕の養弟で一ノ関に居た田村顕嘉（後の斉義、5代藩主・伊達吉村の八男である村良の子で一関藩主・田村村資の四男）を婿養子にして相続させた。戒名は広徳院殿英山元高大居士。

## 人物
斉宗は詩歌、剣術、槍術を好んだ教養人であり、家督相続をした年に内ケ崎家（現在の内ケ崎酒造）より献酒があり、翌文化10年（1813年）、「初霜」と「初霞」の銘を贈ったという逸話がある。

## 系譜
- 父：伊達斉村（1775-1796）
- 母：信光院（1779-1800） - 信子、阿信、喜多山美昭（藤蔵）の娘
- 義父：伊達周宗（1796-1812）
- 正室：信恭院（1795-1827）鍇姫、信子、紀州藩主徳川治宝の長女
- 側室：津田氏
  - 男子：寔丸（1815-1815）
- 側室：渡辺氏
  - 女子：芝姫（蓁子）（1816-1858） - 庶出、信子の養子、伊達斉義正室
- 養子
  - 男子：伊達斉義（1798-1828） - 田村村資の四男

## 偏諱を受けた人物
斉宗時代
- 伊達宗義（養子・次代藩主、のち斉義に改名）
- 伊達宗恒（亘理伊達家）
- 伊達宗嵩（岩谷堂伊達家）
- 伊達宗賢（宮床伊達家）
- 伊達宗衡（水沢伊達家）
- 石川宗光（角田石川家）
- 片倉宗景（白石片倉家）
- 白河宗秀（白河結城氏支流・真坂白川家9代当主）
- 田村宗顕（陸奥一関藩6代藩主）
- 三沢宗為（三沢氏、三沢村延の嫡男）